# Фридемакер (линейный корабль, 1742)
«Фридемакер» (от нем. friedenmaker — миротворец) — парусный линейный корабль Балтийского флота Российской империи, один из кораблей типа «Слава России». Находился в составе флота с 1742 по 1756 год, в вооружённых конфликтах участия не принимал, однако неоднократно участвовал в практических плаваниях и учениях эскадр кораблей Балтийского флота, а по окончании службы был разобран.

## Описание судна
Представитель серии парусных двухдечных линейных кораблей типа «Слава России». Эта серия кораблей была самой многочисленной и одной из самых удачных серий линейных кораблей Российского императорского флота. Корабли серии строились с 1733 по 1774 год на верфях Санкт-Петербурга и Архангельска и принимали участие во всех плаваниях и боевых действиях российского флота в период с 1734 по 1790 год. Всего в рамках серии было построено 58 линейных кораблей. Все корабли этой серии обладали высокими мореходными качествами, хорошей маневренностью и остойчивостью.
Водоизмещение корабля составляло 1200 тонн, длина по сведениям из различных источников от 46,5 до 47,4 метра, ширина от 12,3 до 12,65 метра, а осадка от 5,4 до 5,48 метра. Вооружение судна составляли 66 орудий, включавшие двадцатичетырёх-, двенадцати- и шестифунтовые пушки, а экипаж состоял из 600 человек. Скорость судна при свежем ветре могла достигать восьми узлов.

## История службы
Линейный корабль «Фридемакер» был заложен на Соломбальской верфи 7 (18) июля 1741 года и после спуска на воду 3 (14) июля 1742 года вошёл в состав Балтийского флота России. Строительство вёл корабельный мастер Ламбе Ямес.
15 (26) июля 1743 года в составе беломорской эскадры под общим командованием капитана полковничьего ранга В. Ф. Люиса вышел из Архангельска для перехода в Балтийское море. В Северном море с 10 (21) августа по 21 августа (1 сентября) корабли эскадры попали в полосу штормов, во время которых «Фридемакер» получил сильные повреждения, в связи с чем совместно с двумя другими кораблями в районе мыса Нордкап отделился от эскадры и для исправления повреждений перешёл в Кольский залив, где остался на зимовку в Екатерининской гавани. С апреля по июль следующего 1744 года кораблю удалось совершить переход из Кольского залива в Кронштадт.
В июне и июле 1745 года корабль находился на Кронштадтском рейде и использовался в качестве учебного судна. В 1746 году принимал участие в практическом плавании эскадры кораблей Балтийского флота в Финском заливе до Рогервика, а 22 июля (2 августа) и 23 июля (3 августа) того же года ещё и в показательных учениях у Ревеля. В кампанию 1748 года корабль вновь входил в состав практической эскадры, совершавшей плавание в Финском заливе.
После 1748 года корабль «Фридемакер» в море не выходил, все время находился в Кронштадте, где по окончании службы в 1756 году и был разобран.

## Командиры корабля
Командирами линейного корабля «Фридемакер» в разное время в звании капитана полковничьего ранга служили:
- И. И. Апрелев (1743—1744 годы)[12];
- Д. Никлас (1745 год)[комм. 6][13];
- А. И. Нагаев (1746 и 1748 годы)[14];
- Д. Герценберг (1748 год)[15].

### Комментарии
1. ↑  Также в серию входили два корабля «Северный Орёл» 1735 и 1763 годов постройки, два корабля «Ревель» 1735 и 1756 годов постройки, два корабля «Ингерманланд» 1735 и 1752 годов постройки, два корабля «Святой Пётр» 1741 (до 6 (17) декабря 1741 года назвался «Иоанн») и 1760 годов постройки, два корабля «Полтава» 1743 и 1754 годов постройки, два корабля «Святой Александр Невский» 1749 и 1762 годов постройки, два корабля «Москва» 1750 и 1760 годов постройки, корабли «Слава России» (головной корабль серии), «Основание Благополучия», «Леферм», «Счастие» (до 6 (17) декабря 1741 года назвался «Генералиссимус Российский»), «Благополучие», «Екатерина», «Лесное», «Архангел Рафаил», «Святая великомученица Варвара», «Святой Сергий», «Святой Иоанн Златоуст» (В 1751 году был переименован в «Святой Иоанн Златоуст второй» в связи с постройкой одноимённого 80-пушечного корабля), «Архангел Гавриил», «Архангел Уриил», «Наталия», «Астрахань», «Рафаил», «Святой Иаков», «Не тронь меня», «Евстафий Плакида», «Святой Иануарий», «Саратов», «Тверь», «Трёх Иерархов», «Трёх святителей», «Европа», «Всеволод», «Ростислав», «Святой Георгий Победоносец», «Граф Орлов», «Память Евстафия», «Победа», «Виктор», «Вячеслав», «Дмитрий Донской», «Мироносиц», «Святой князь Владимир», «Александр Невский», «Борис и Глеб», «Преслава», «Дерись», «Ингерманландия», «Спиридон» и один корабль без названия 1758 года постройки.
2. ↑  155 футов 6 дюймов.
3. ↑  41 фут 6 дюймов.
4. ↑  18 футов.
5. ↑  Англичанин на русской службе оригинал имени Luwis, в русской транслитерации также встречается вариант написания фамилии Лювес.
6. ↑  Англичанин на русской службе, оригинал имени Jon Niclas.